# Francesco Francescon
Francesco Francescon (Padova, 17 novembre 1928) è un ex arbitro di calcio italiano, iscritto alla sezione AIA di Padova.

## Carriera sui campi
Ha arbitrato 3 derby di Torino e 5 "classiche" tra Juventus-Milan. Ha fatto il suo esordio in Serie B nel 1958 in Sambenedettese-Modena e nel 1959 arriva l'esordio in Serie A in occasione della partita Fiorentina-Palermo. L'ultima gara nella massima serie la dirige il 6 maggio 1973 a Bergamo: Atalanta-Juventus 0-2.
Proposto come internazionale nel 1964, mette assieme una carriera degna di nota. Già nel dicembre di quell'anno dirige la prima partita tra squadre di club (per la Coppa delle Coppe la gara tra Real Zaragoza e il Dundee FC 2-1) mentre effettua il debutto nella più prestigiosa Coppa dei Campioni il 22 settembre 1965 in Partizan-Nantes terminata 2-0. Nel prosieguo della carriera, rappresenta la classe arbitrale italiana e dirige due incontri ai Giochi della XX Olimpiade del 1972 (Messico-Sudan 1-0 a Norimberga e, nella stessa città, Polonia - Marocco 5-0).
A livello di competizioni europee per clubs dirige la semifinale di andata Legia Varsavia-Feyenoord (0-0) della Coppa dei Campioni 1969-1970; la semifinale di andata a Smirne tra Göztepe Spor Kulübü e Újpest della Coppa delle Fiere 1968-1969 (gara conclusa sull'1 a 4 per gli ospiti ungheresi) e la semifinale di ritorno Rangers Glasgow-Bayern Monaco della Coppa delle Coppe 1971-1972, giocata all'Ibrox Park davanti a 80 000 spettatori e vinta per 2 a 0 dai padroni di casa, poi vincitori del trofeo. È stato inoltre impiegato come guardalinee in occasione della finale di Coppa dei Campioni 1967-1968 a Wembley nella terna guidata da Concetto Lo Bello (Manchester United-Benfica 4-1).
Nel 1971 arbitra a Genova lo spareggio che decise l'assegnazione della Coppa Italia fra Torino e Milan: 0-0 al termine dei tempi supplementari e vittoria della squadra piemontese per 5 a 3 dopo i calci di rigore. Viene avvicendato dai ruoli nel 1973, con un bilancio finale di 197 gare dirette nella massima serie, 70 nella serie cadetta e 55 a livello internazionale. È stato insignito di due onorificenze arbitrali importanti: nel 1960 il Premio Florindo Longagnani (poi divenuto Premio Giorgio Bernardi) destinato al miglior arbitro debuttante in Serie A; nel 1968 conquista invece il Premio Giovanni Mauro destinato al direttore di gara italiano particolarmente distintosi nella stagione sportiva.

### Episodi controversi
Il 1º giugno 1967 arbitrò l'incontro Mantova-Inter, sfida decisiva per la lotta scudetto fra i milanesi e la Juventus nel campionato di Serie A 1966-1967. La gara terminò con la sconfitta dell'Inter e la contemporanea vittoria del campionato ai torinesi, e fu accompagnata da polemiche per la mancata assegnazione di un penalty all'Inter, la quale concluse l'incontro in 10 uomini per l'espulsione di Corso per proteste. Secondo fonti filointeriste, Francescon avvertì i giocatori nerazzurri che quel giorno non avrebbe fischiato rigori a loro favore per non essere accusato di aver «regalato» loro lo scudetto; anche i mantovani, tuttavia, recriminarono per un rigore non assegnato.
Tre anni dopo, suscitò grandi polemiche la direzione di gara della partita di Serie A Juventus-Roma del 29 novembre 1970, terminata 2-0 per i bianconeri. Il presidente della Roma Alvaro Marchini accusò Francescon di essere stato corrotto dal club piemontese, salvo poi smentire la propria dichiarazione, e l'arbitro padovano chiese invano alla FIGC di essere autorizzato a sporgere querela per diffamazione. La vicenda si concluse con la squalifica di Marchini.

## Carriera dirigenziale
Diventa vicecommissario della Commissione Arbitri Nazionale A e B dal 1985 al 1994 (sotto le gestioni di Cesare Gussoni e Paolo Casarin); dal 1985 al 1999 è invece osservatore degli arbitri UEFA; nell'estate del 1997 viene nominato dall'AIA commissario della sezione AIA di Castelfranco Veneto.
È noto nella città di Padova per la gloriosa presidenza della società calcistica dilettantistica G.S. Lellianum. In particolare l'annata dei giovanissimi classe 1988, tra cui i giocatori Alberto Tonon, Tommaso Carrara, Roberto Brunoro, Jacopo Parise, Andrea Cicolella, Niccolo Rossato, Stefano Zampirollo, Marco Cassanta e Andrea Rabito gli diedero grandi soddisfazioni arrivando alla finale provinciale 2003-2004.

## Premi e onorificenze
- Premio Florindo Longagnani - 1960
- Premio "Giovanni Mauro" - Stagione 1967-1968
- Premio nazionale "Pieri" quale arbitro maggiormente distintosi nell'annata 1968.
- Dal 1975, per sei anni, è stato componente presso la Commissioni Arbitri Regionale (C.A.R.) e nazionali del settore dilettantistico.
- Dal 1985 al 1999 è stato collaboratore dell'UEFA come osservatore degli arbitri internazionali.
- Conferimento, nel 1969, da parte del Comune di Padova del titolo di "sportivo dell'anno".
- Conferimento, nel 1970, dell'onorificenza di "Cavaliere Ufficiale della Repubblica Italiana" per meriti sportivi.
- Stella di bronzo per meriti sportivi, 2022[6]